# 13261 Ganeshvenu
13261 Ganeshvenu eller 1998 QM16 är en asteroid i huvudbältet som upptäcktes den 17 augusti 1998 av LINEAR i Socorro County, New Mexico. Den är uppkallad efter Ganesh Venu.
Asteroiden har en diameter på ungefär 4 kilometer.